# 灰葉懸鉤子
灰葉懸鉤子（学名：Rubus arachnoideus）为薔薇科懸鉤子屬下的一个种。

## 扩展阅读
- 維基物種上的相關：灰葉懸鉤子